# Caio Júnio Bubulco Bruto (cônsul em 291 a.C.)
Caio Júnio Bubulco Bruto (em latim: Caius Iunius Bubulcus Brutus) foi um político da gente Júnia da República Romana, eleito cônsul por duas vezes, em 291 e 277 a.C., com Mânio Cúrio Dentato e Públio Cornélio Rufino respectivamente.

## Primeiro consulado (291 a.C.)
Depois de um movimento bastante polêmico, Lúcio Postúmio Megelo acabou eleito com Caio Júnio Bubulco Bruto. Seu primeiro ato foi exigir que Sâmnio fosse designada seu teatro de operações, sem esperar o usual sorteio pelos comandos provinciais. Apesar das árduas objeções de Caio Júnio, que decidiu não impor seu veto, o pedido de Megelo acabou atendido e ele partiu imediatamente com suas tropas, apesar de a resistência já estar quase completamente esmagada e o cônsul do ano anterior, Quinto Fábio Máximo Gurges, ainda estar em campo com seu exército com poderes proconsulares.
No decurso dos dois anos anteriores, Megelo conquistou grandes porções de terras florestadas dos samnitas, que, embora tecnicamente fosse terras públicas, ele estava tratando como se fossem suas. Depois de marchar para a fronteira de Sâmnio, ao invés de seguir imediatamente até Gurges, que estava cercando Comínio, Megelo utilizou cerca de 2 000 de seus soldados para começar a limpar a terra, o que levou um considerável período de tempo, antes de finalmente avançar<. Segundo Dionísio de Halicarnasso, o invejoso Megelo impediu que Gurges tomasse a fortaleza samnita de Comínio. Aproximando-se da cidade, ele escreveu para Gurges ordenando-lhe que deixasse Sâmnio. Gurges declinou, declarando que seu comando lhe havia sido concedido pelo Senado, e escreveu para Roma pedindo que o Senado confirmasse a ordem. O Senado enviou uma delegação de senadores até Megelo ordenando que ele não desfizesse um decreto do Senado. Megelo respondeu aos enviados que, como ele era o cônsul romano legitimamente eleito, ele é que comandava o Senado e não cabia ao Senado ditar como ele deveria realizar seus deveres. Ele então marchou para Comínio e forçou Gurges a renunciar ao seu comando. Gurges não tinha outra escolha a não ser obedecer e Megelo, assumindo o comando dos dois exércitos, imediatamente enviou Gurges de volta para Roma. Comínio rapidamente caiu e Megelo imediatamente realizou uma campanha contra os hirpínios, seguida pela captura de Venúsia.
Com Venúsia tomada, Megelo recomendou que Senado a transformasse numa colônia e, apesar de a sugestão ter sido aceita, os senadores foram convencidos pelos Fábios, que eram inimigos jurados de Megelo, a não nomearem Megelo como um dos comissários responsáveis por determinar a distribuição das terras aos colonos e supervisionar a fundação da nova colônia. Furioso, Megelo decidiu distribuir todo o resultado de seus saques entre os soldados para que nada sobrasse para o Tesouro Romano. Além disso, ele debandou seus exércitos antes que seu sucessor pudesse chegar para assumir o comando. Retornando a Roma, ele exigiu um novo triunfo pelas suas vitórias, o que foi negado pelo Senado. Ele pediu então o apoio do povo, mas teve uma recepção morna. Incansável, Megelo pediu a ajuda dos tribunos da plebe e, embora tenha conseguido o apoio de três, os outros sete vetaram o pedido. O Senado, por sua vez, votou um triunfo para o homem que ele expulsou, Quinto Fábio Máximo Gurges, permitindo que ele reivindicasse o crédito pela captura de Comínio.

## Segundo consulado (277 a.C.)
Neste último ano, ele e seu colega, Públio Cornélio Rufino, foram enviados a Sâmnio e sofreram muito ao atacar os samnitas abrigados nas montanhas. A derrota romana na Batalha do monte Cranita gerou um desentendimento entre os cônsules, que acabaram se separando. Zonaras afirma que Bubulco se manteve em Sâmnio enquanto Rufino invadia Lucânia e Brúcio. Contudo, segundo os Fastos Capitolinos, que atribuem um triunfo sobre lucanos e brútios a Bubulco, é possível que o inverso tenha ocorrido.